# 术忽难
术忽难（?—?），元朝驸马。汪古部人，阿剌兀思剔吉忽里的曾孙，孛要合之孙，爱不花之子。

## 生平
孛要合三子，都是侍妾所生：君不花、爱不花、拙里不花。爱不花娶元世祖幼女月烈公主。爱不花四子，都是月烈公主所生：阔里吉思、也先海迷失、阿里八䚟、术忽难。术忽难袭高唐王，娶宗王兀鲁歹之女叶绵干真公主，叶绵干真死后，再娶宗王奈剌不花之女阿实秃忽鲁公主。术忽难才识英伟，善於安抚部众，汪古部境内安定。他痛心阔里吉思死节，上表请朝廷恩恤。又请翰林学士承旨阎复立碑纪念。教养术安超过自己的儿子。至大元年，术忽难进封赵王。术忽难以赵王让还术安，还袭鄃王，卒贈亮節輯衆保義功臣、太傅、開府儀同三司、上柱國、駙馬都尉，追封趙王，谥忠襄。术忽难子阿鲁忽都。

## 妻
- 叶绵干真公主，宗王兀鲁歹的女儿
- 阿实秃忽鲁公主，宗王奈剌不花的女儿

## 子
- 阿鲁忽都（阿剌忽都），娶赵国公主吉剌实思公主

## 延伸阅读
[在维基数据编辑]
 《新元史/卷116》，出自柯劭忞《新元史》